# Poprad (distrito)
O Distrito de Poprad (eslovaco: Okres Poprad) é uma unidade administrativa da Eslováquia Oriental, situado na Prešov (região), com 104.348 habitantes (em 2001) e uma superfície de 1.123 km². Sua capital é a cidad de Poprad.

## Demografia
| Ano:        | 1994    | 2004    | 2014    | 2024    |
| ----------- | ------- | ------- | ------- | ------- |
| Broj ljudi: | 100 937 | 104 320 | 104 494 | 101 834 |
| Razlika:    |         | +3,35%  | +0,16%  | -2,54%  |

| Ano:               | 2023    | 2024    |
| ------------------ | ------- | ------- |
| Número de pessoas: | 102 038 | 101 834 |
| Diferença:         |         | -0,19%  |

## Cidades
- Poprad (capital)
- Svit
- Vysoké Tatry

## Municópios
- Batizovce
- Gánovce
- Gerlachov
- Hozelec
- Hôrka
- Hranovnica
- Jánovce
- Kravany
- Liptovská Teplička
- Lučivná
- Mengusovce
- Mlynica
- Nová Lesná
- Spišská Teplica
- Spišské Bystré
- Spišský Štiavnik
- Štôla
- Štrba
- Šuňava
- Švábovce
- Tatranská Javorina
- Veľký Slavkov
- Vernár
- Vikartovce
- Vydrník
- Ždiar